# Rumänische Eishockeyliga 1959/60
Die Saison 1959/60 war die 30. Spielzeit der rumänischen Eishockeyliga, der höchsten rumänischen Eishockeyspielklasse. Meister wurde zum insgesamt vierten Mal in der Vereinsgeschichte Voința Miercurea Ciuc.

## Modus
In der Hauptrunde absolvierte jede der sechs Mannschaften insgesamt zehn Spiele. Der Erstplatzierte der Hauptrunde wurde Meister. Für einen Sieg erhielt jede Mannschaft zwei Punkte, bei einem Unentschieden gab es ein Punkt und bei einer Niederlage null Punkte.

## Hauptrunde

### Tabelle
|    | Klub                   | Sp | S | U | N  | T  | GT  | Punkte |
| -- | ---------------------- | -- | - | - | -- | -- | --- | ------ |
| 1. | Voința Miercurea Ciuc  | 10 | 9 | 0 | 1  | 93 | 10  | 18     |
| 2. | CCA Bukarest           | 10 | 9 | 0 | 1  | 99 | 13  | 18     |
| 3. | Știința Cluj           | 10 | 5 | 0 | 5  | 54 | 37  | 10     |
| 4. | Avântul Miercurea Ciuc | 10 | 4 | 0 | 6  | 39 | 62  | 8      |
| 5. | CS Târgu Mureș         | 10 | 3 | 0 | 7  | 18 | 93  | 6      |
| 6. | CS Rădăuți             | 10 | 0 | 0 | 10 | 16 | 103 | 0      |

Sp = Spiele, S = Siege, U = Unentschieden, N = Niederlagen